# Futbol'nyj Klub Zenit-Iževsk
Lo Zenit-Iževsk, ufficialmente Futbol'nyj Klub Zenit-Iževsk' (in russo Футбольный клуб Зенит-Ижевск?) è una società calcistica russa con sede ad Iževsk.

## Storia

### Unione Sovietica
Fondata nel 1936 col nome di Zenit, prima della seconda guerra mondiale ha partecipato alle prime due edizioni della Coppa dell'URSS, senza prendere parte al campionato. Dopo la seconda guerra mondiale partecipò alla Vtoraja Gruppa, seconda serie del campionato; dal 1949 al 1955 assunse la denominazione di Iževskij Zavod (in russo "Fabbrica di Iževsk"), non partecipando più al campionato sovietico.
Tornò a partecipare al campionato solo nel 1956, riprendendo il nome di Zenit, e partendo dalla Klass B, nuovo nome della seconda serie. Nel 1962, con la riforma dei campionati, rimase in Klass B, che divenne però terza serie. L'anno seguente si qualificò immediatamente per i play-off, ma, dopo aver superato il girone di semifinale, finì ultima in quello di finale, fallendo la promozione. La stessa non gli sfuggì nel 1967, quando prima vinse il proprio girone, quindi finì secondo in quello di semifinale, terminando infine quinto in semifinale e tornando così in seconda serie.
Dopo due anni, però, l'ulteriore riforma dei campionati lo costrinse al ritorno in terza serie. Vi rimase ininterrottamente fino al 1991, ultimo anno in cui fu disputato il campionato sovietico.

### Russia
Con la fine dell'Unione Sovietica e la nascita del campionato russo di calcio, fu collocato in Pervaja Liga, la seconda serie. Nel 1993, con la riforma dei campionati, il ventesimo posto (e ultimo) posto costrinse il club ad una doppia retrocessione, venendo relegato in Tret'ja Liga, la neonata quarta serie. L'anno seguente, con il terzo posto nel proprio girone e la rinuncia Metiznik Magnitogorsk, riottenne la promozione in terza serie.
Tra il 1998 e il 2003 fu nota come Dinamo Iževsk, mentre nel 2004 semplicemente come FK Iževsk; al termine del 2004 il club finì ultimo nel proprio girone e fallì.
Nel 2011 fu rifondato come Zenit-Iževsk, richiamando il nome storico della società; nel 2011-2012 ottenne la licenza per giocare in terza serie, sostituendo i concittadini del SOJUZ-Gazprom.

## Palmarès

### Competizioni nazionali
- Vtoraja Liga: 1

1967 (Girone 5 russo)

## Statistiche e record

### Partecipazione ai campionati

#### Unione Sovietica
| Livello | Categoria        | Partecipazioni | Debutto | Ultima stagione | Totale |
| ------- | ---------------- | -------------- | ------- | --------------- | ------ |
| 2º      | Vtoraja Gruppa   | 3              | 1949    | 1949            | 12     |
| 2º      | Klass B          | 7              | 1956    | 1962            | 12     |
| 2º      | Vtoraja Gruppa A | 2              | 1968    | 1969            | 12     |
| 3º      | Klass B          | 5              | 1963    | 1967            | 27     |
| 3º      | Vtoraja Gruppa A | 1              | 1970    | 1970            | 27     |
| 3º      | Vtoraja Liga     | 21             | 1971    | 1991            | 27     |

#### Russia
| Livello | Categoria       | Partecipazioni | Debutto   | Ultima stagione | Totale |
| ------- | --------------- | -------------- | --------- | --------------- | ------ |
| 2º      | Pervaja liga    | 2              | 1992      | 1993            | 2      |
| 3º      | Vtoraja liga    | 3              | 1994      | 1997            | 19     |
| 3º      | Vtoroj divizion | 8              | 1998      | 2012-2013       | 19     |
| 3º      | PPF Ligi        | 8              | 2013-2014 | 2020-2021       | 19     |
| 4º      | Tret'ja Liga    | 1              | 1995      | 1995            | 1      |